# Combe de l’A
Die Combe de l’A (frz. f. la combe = Tal) ist ein Seitental zwischen dem Val de Ferret und dem Val d’Entremont und eine Alp im Kanton Wallis, Bezirk Entremont, Schweiz.
Das im oberen Bereich nicht ganzjährig bewohnte Tal beginnt in den Höhen des La Tsavre, auch Mont Ferret genannt, auf fast 3000 Metern Höhe und mündet bei Liddes in das Haupttal Val d’Entremont. Die Ortschaft Vichères im untersten Abschnitt des Tales ist eine Ferienstation mit einem kleinen Skigebiet. Im Hochtal befinden sich die Berghütte Tsissette und die Schutzunterkunft Cabane de Vouasse.
Die Combe de l’A ist ein Teil des Naturschutzgebiets Val Ferret / Combe de l’A und Lebensraum für eine reiche alpine Flora und Fauna.
Der Torrent de l'A, ein Nebenfluss der Drance d’Entremont, durchfliesst das Tal.